# Asteroid skupine C
Asteroid skupine C je pripadnik skupine ogljikovih asteroidov. Tipi asteroidov, ki spadajo v to skupino, se razlikujejo po Tholenovem in po SMASS razvrščanju.

## Razvrščanje po Tholenu
Po Tholenovem razvrščanju v to skupino spadajo asteroidi naslednjih tipov:
- tip B
- tip C
- tip F
- tip G

## Razvrščanje po SMASS
Po SMASS razvrščanju širša S skupina vsebuje naslednje tipe asteroidov:
- tip B, ki odgovarja po Tholenu tipu B in tipu F
- osrednji tip C, ki vključuje asteroide s tipičnim spektrom
- Cg in Cgh tipa, ki odgovarjata tipu G po Tholenu
- Ch tip z absorbcijsko črto okoli 0.7 μm
- Cb tip, ki odgovarja prehodu med SMASS tipom C in tipom B